# Nuoto ai Giochi della XXIII Olimpiade - 400 metri stile libero maschili
Hanno partecipato alle batterie di qualificazione 37 atleti: i primi 8 si sono qualificati per la finale A i successivi 8 invece si sono qualificati per la finale B.

## Record
Prima di questa competizione, il record del mondo (WR) e il record olimpico (OR) erano i seguenti.
|  | 3'48"32 | Vladimir Sal'nikov Unione Sovietica | 19 febbraio 1983 Mosca, Unione Sovietica |
|  | 3'51"31 | Vladimir Sal'nikov Unione Sovietica | 24 luglio 1980 Mosca, Unione Sovietica   |

Durante l'evento sono stati migliorati i seguenti record:
| Data     | Evento   | Atleta         | Nazione        | Tempo   | Record |
| -------- | -------- | -------------- | -------------- | ------- | ------ |
| 2 agosto | Finale B | Thomas Fahrner | Germania Ovest | 3'50"91 |        |
| 2 agosto | Finale A | Justin Lemberg | Australia      | 3'51"79 |        |

## Batterie di qualificazione
| Pos | Batteria | Corsia | Atleta               | Nazione                 | Tempo   | Note |
| --- | -------- | ------ | -------------------- | ----------------------- | ------- | ---- |
| 1   | 1        | 4      | Stefan Pfeiffer      | Germania Ovest          | 3'53"41 | QA   |
| 2   | 4        | 4      | John Mykkanen        | Stati Uniti             | 3'53"43 | QA   |
| 3   | 5        | 4      | George DiCarlo       | Stati Uniti             | 3'53"44 | QA   |
| 4   | 2        | 4      | Justin Lemberg       | Australia               | 3'53"89 | QA   |
| 5   | 4        | 5      | Darjan Petrič        | Jugoslavia              | 3'54"39 | QA   |
| 6   | 1        | 5      | Marco Dell'Uomo      | Italia                  | 3'55"00 | QA   |
| 7   | 4        | 3      | Ron McKeon           | Australia               | 3'55"06 | QA   |
| 8   | 5        | 3      | Franck Iacono        | Francia                 | 3'55"07 | QA   |
| 9   | 3        | 4      | Thomas Fahrner       | Germania Ovest          | 3'55"26 | qB   |
| 10  | 3        | 6      | Peter Szmidt         | Canada                  | 3'55"65 | qB   |
| 11  | 3        | 5      | Carlos Scanavino     | Uruguay                 | 3'55"92 | qB r |
| 12  | 1        | 3      | Juan Enrique Escalas | Spagna                  | 3'55"93 | qB   |
| 13  | 2        | 3      | Borut Petrič         | Jugoslavia              | 3'56"07 | qB r |
| 14  | 5        | 6      | Stefano Grandi       | Italia                  | 3'56"23 | qB   |
| 15  | 2        | 5      | Marcelo Jucá         | Brasile                 | 3'57"43 | qB   |
| 16  | 4        | 6      | Mike Davidson        | Nuova Zelanda           | 3'57"88 | qB   |
| 16  | 5        | 5      | Arne Borgstrøm       | Norvegia                | 3'57"88 | qB   |
| 18  | 3        | 3      | Andrew Astbury       | Gran Bretagna           | 3'58"41 | qB   |
| 19  | 2        | 6      | David Shemilt        | Canada                  | 3'58"43 |      |
| 20  | 2        | 7      | Marc Van De Weghe    | Belgio                  | 4'00"01 |      |
| 21  | 3        | 2      | Anders Grillhammar   | Svezia                  | 4'00"26 |      |
| 22  | 2        | 2      | Shigeo Ogata         | Giappone                | 4'02"97 |      |
| 23  | 4        | 2      | Jean-Marie François  | Venezuela               | 4'03"08 |      |
| 24  | 1        | 6      | Anders Holmertz      | Svezia                  | 4'03"67 |      |
| 25  | 5        | 6      | Paul Howe            | Gran Bretagna           | 4'04"07 |      |
| 26  | 3        | 7      | Alejandro Lecot      | Argentina               | 4'05"74 |      |
| 27  | 5        | 1      | Keisuke Okuno        | Giappone                | 4'06"31 |      |
| 28  | 3        | 1      | William Wilson       | Filippine               | 4'06"86 |      |
| 29  | 4        | 1      | Gökhan Attaroglu     | Turchia                 | 4'07"07 |      |
| 30  | 1        | 7      | Franz Mortensen      | Danimarca               | 4'09"80 |      |
| 31  | 5        | 7      | Evert Johan Kroon    | Antille Olandesi        | 4'11"97 |      |
| 32  | 1        | 2      | Scott Newkirk        | Isole Vergini Americane | 4'12"61 |      |
| 33  | 1        | 1      | Wu Ming-hsun         | Taipei cinese           | 4'13"11 |      |
| 34  | 2        | 1      | Ahmet Nakkaş         | Turchia                 | 4'16"49 |      |
| 35  | 5        | 8      | Lin Chun-hong        | Taipei cinese           | 4'20"65 |      |
| 36  | 4        | 8      | Julian Bolling       | Sri Lanka               | 4'23"42 |      |
| -   | 4        | 7      | Fabián Ferrari       | Argentina               | dns     |      |

## Finale B
| Pos | Corsia | Atleta               | Nazione        | Tempo   | Note |
| --- | ------ | -------------------- | -------------- | ------- | ---- |
| 9   | 4      | Thomas Fahrner       | Germania Ovest | 3'50"91 |      |
| 10  | 3      | Juan Enrique Escalas | Spagna         | 3'55"25 |      |
| 11  | 5      | Peter Szmidt         | Canada         | 3'56"99 |      |
| 12  | 6      | Stefano Grandi       | Italia         | 3'57"17 |      |
| 13  | 7      | Arne Borgstrøm       | Norvegia       | 3'57"46 |      |
| 14  | 8      | Andrew Astbury       | Gran Bretagna  | 3'58"14 |      |
| 15  | 2      | Marcelo Jucá         | Brasile        | 3'58"23 |      |
| 16  | 1      | Mike Davidson        | Nuova Zelanda  | 3'58"24 |      |

## Finale A
| Pos     | Corsia | Atleta          | Nazione        | Tempo   | Note |
| ------- | ------ | --------------- | -------------- | ------- | ---- |
| Oro     | 3      | George DiCarlo  | Stati Uniti    | 3'51"23 |      |
| Argento | 5      | John Mykkanen   | Stati Uniti    | 3'51"49 |      |
| Bronzo  | 6      | Justin Lemberg  | Australia      | 3'51"79 |      |
| 4       | 4      | Stefan Pfeiffer | Germania Ovest | 3'52"91 |      |
| 5       | 8      | Franck Iacono   | Francia        | 3'54"58 |      |
| 6       | 2      | Darjan Petrič   | Jugoslavia     | 3'54"88 |      |
| 7       | 7      | Marco Dell'Uomo | Italia         | 3'55"44 |      |
| 8       | 1      | Ron McKeon      | Australia      | 3'55"48 |      |